# At the Beeb
At the Beeb é o terceiro álbum ao vivo da banda britânica de rock Queen, lançado em dezembro de 1989. O disco consiste em duas sessões de gravação que o grupo fez na Rádio BBC em 1973, e contém músicas do início do grupo.

## Faixas
| Lado A |                       |                   |         |  |
| N.º    | Título                | Compositor(es)    | Duração |  |
| 1.     | "My Fairy King"       | Freddie Mercury   | 4:06    |  |
| 2.     | "Keep Yourself Alive" | Brian May         | 3:48    |  |
| 3.     | "Doing Alright"       | May, Tim Staffell | 4:11    |  |
| 4.     | "Liar"                | Mercury           | 6:28    |  |

| Lado B |                              |                |         |  |
| N.º    | Título                       | Compositor(es) | Duração |  |
| 1.     | "Ogre Battle"                | Mercury        | 3:57    |  |
| 2.     | "Great King Rat"             | Mercury        | 5:59    |  |
| 3.     | "Modern Times Rock 'n' Roll" | Roger Taylor   | 2:00    |  |
| 4.     | "Son and Daughter"           | May            | 7:08    |  |